# Черри, Джоанна
Джоанна Кэтрин Черри (англ. Joanna Catherine Cherry; род. 18 марта 1966, Эдинбург, Великобритания) — британский шотландский королевский адвокат и политик.
Член Шотландской национальной партии. Член парламента Великобритании от округа Юго-Западный Эдинбург с 2015 года. В 2015—2021 годах была министром внутренних дел и министром юстиции теневого кабинета Шотландской национальной партии.

## Личная жизнь
Родилась в Эдинбурге 18 марта 1966 года в семье Томаса Аластера Черри и Мэри Маргарет, урожденной Хаслетт. Начальное и среднее образование получила в школе Святого Креста и школе при монастыре Святой Маргариты в родном городе. Изучала правоведение в Эдинбургском университете, окончив который, в 1990 году устроилась на работу ассистентом в Шотландскую правовую комиссию.
В 1995 году была принята на должность адвоката в юридическую фирму «Бродис Даблъю Эс» и занималась делами, которые касались вопросов занятости и производственных отношений, здоровья и безопасности, психического здоровья, травм и профессиональной халатности. Одновременно с этим, с 1990 по 1996 год преподавала конституционное право, семейное право и гражданскую судебную практику в Эдинбургском университете.
В 2003—2008 годах Черри работала постоянным младшим адвокатом правительства Шотландии, а в 2008—2011 годах — заместительным адвокатом и старшим заместительным адвокатом. В 2009 году она была назначена королевским адвокатом. В 2012 году присоединилась к адвокатской конторе Арнота Мэндерсона, где работала до своего избрания в парламент, и вступила в Коллегию адвокатов. Черри основала группу «Юристы за Да», которая выступала за независимость на референдуме о независимости Шотландии в 2014 году.
Джоанна Кэтрин Черри — открытая лесбиянка. Её личные интересы включают путешествия, чтение и плавание. 26 марта 2021 года она объявила, что приостанавливает политическую и общественную деятельность из-за проблем со здоровьем.

## Политическая деятельность
В феврале 2015 года кандидатура Черри была выдвинута Шотландской национальной партией в округе Юго-Западный Эдинбург на всеобщих выборах в Великобритании в мае 2015 года. Она победила и затем дважды переизбиралась — в 2017 и 2019 годах. После своего избрания в 2015 году Черри получила места министра юстиции и министра внутренних дел в теневом кабинете Шотландской национальной партии. В 2019 году она оспорила в суде пятинедельный перерыв в работе парламента Великобритании, который был установлен премьер-министром Борисом Джонсоном. Иск Черри был удовлетворён в Сессионном суде Шотландии. 24 сентября 2019 года Верховный суд Великобритании вынес решение о незаконности обращения премьер-министра к королеве с инициативой о приостановке работы парламента.
В феврале 2020 года Черри объявила, что будет добиваться выдвижения от Шотландской национальной партии в округе Центральный Эдинбург на выборах в парламент Шотландии и, в случае своего избрания, откажется от должности члена Палаты общин. Но уже в июле 2020 года она отказалась от этой идеи. 1 февраля 2021 года руководство партии исключило Черри из теневого кабинета. В своём Твиттере по поводу своего исключения она написала: «Несмотря на тяжёлую работу, результаты и хорошую репутацию, сегодня меня исключили из теневого кабинета». На это представителем Шотландской национальной партии было сделано заявление: «Джоанна Черри была исключена из теневого кабинета из-за неприемлемого поведения, которое не соответствовало стандартам, ожидаемым от представителя теневого кабинета, а не из-за взглядов, которых она придерживается».
В том же году Черри подписала «Женское обещание» Шотландской национальной партии, которое было инициировано женщинами — членами партии, но не связано с самой партией. Содержание документа, который некоторые однопартийцы Черри подвергли критике из-за трансфобии, было направлено против реформы Закона о признании гендера в Шотландии; реформа позволила бы трансгендерным людям получать Свидетельство о гендерном признании на основании официальной декларации. По словам Черри, во время дебатов о реформе закона в парламенте была продемонстрирована «большая доза женоненавистничества». Она заявила, что подходит к этому вопросу «как феминистка» и «никогда не выступала против прав трансгендеров», однако утверждение, что «у женщин нет пенисов» является «неоспоримым биологическим фактом».